# Corps de Voronine
Un corps de Voronine (du nom du botaniste russe Mikhail Voronine (en)) est un microcorps (en) à noyau dense dérivé des peroxysomes et situé près des cloisons séparant les compartiments des hyphes chez les ascomycètes filamenteux. Une fonction établie des corps de Voronine est le colmatage des pores du septum en cas de lésion de l'hyphe, ce qui limite la perte de cytoplasme par les sites endommagés,.